# 김옥길
김옥길(金玉吉, 1921년 4월 17일 ~ 1990년 8월 25일)은 대한민국의 교육인이다. 제24대 문교부 장관과 이화여자대학교 총장을 지냈다. 김동길 연세대학교 명예교수의 누나이기도 하다. 본관은 풍천(豊川).

## 생애
평안남도 맹산 출생이며 이화여자전문학교를 마치고, 모교에서 근무하다 미국 웨슬리언 대학교로 유학을 갔다. 1952년 이화여자대학교 조교수·부교수·문과 학무과장을 역임하고, 1958년 미국 템플 대학 대학원에서 수학하였다. 
미국에서 귀국한 후 1961년 이화여자대학교 총장에 취임하였고, 동 대학에서 명예 문학박사 학위를 받았다. 한국 아시아 반공연맹 이사, 한국 4H 클럽 이사, 한국 연구원 이사를 거쳐 세계 대학 봉사회 한국 위원회 이사를 역임하고, 이화여자대학교 총장을 재임하였다. 예수의 생애와 교훈에 관한 연구를 꾸준히 하였다. 

## 상훈과 추모
- 국민훈장 모란장(1970)
- 마리아클라라상(필리핀, 1976)
- 인촌문화상(1982)
- 유니온신학대학 대학원 공로상(미국, 1983)
- 추서: 국민훈장 무궁화장, 적십자 인도상 금장